# بيل كونروي
بيل كونروي (بالإنجليزية: Bill Conroy) هو لاعب كرة قاعدة أمريكي، ولد في 26 فبراير 1915 في بلومنجتون في الولايات المتحدة، وتوفي في 13 نوفمبر 1997 في سيتروس هيايتس في الولايات المتحدة.

## وصلات خارجية
- بيل كونروي على موقعبيزبول رفرنس.كوم (الدوري الرئيسي) (الإنجليزية)
- بيل كونروي على موقعبيزبول رفرنس.كوم (الدوري الثانوي) (الإنجليزية)
- بيل كونروي على موقع مشجعي الرسوم البيانية (الإنجليزية)